# Cortes de Baza
El municipi de Cortes de Baza està situat al nord de la província de Granada.

## Etimologia
Prové de l'àrab "Qultis" heretat del llatí "cohors-ortis", el significat del qual s'usava antigament per referir-se a una petita explotació agrícola i de ramaderia ('cotijo', corral, casa de camp).

## Distribució de la població
| Unitat poblacional                                                       | Hab.                   |
| ------------------------------------------------------------------------ | ---------------------- |
| Campo Cámara Cortes de Baza Las Cucharetas La Ermita Los Laneros La Teja | 631 992 178 23 262 120 |

- Font: INE.

## Demografia
| 1787 | 1842 | 1860 | 1877 | 1887 | 1897 | 1900 | 1910 | 1920 | 1930 | 1940 | 1950 | 1960 | 1970 | 1981 | 1991 | 1996 | 2001 | 2004 | 2005 |
| ---- | ---- | ---- | ---- | ---- | ---- | ---- | ---- | ---- | ---- | ---- | ---- | ---- | ---- | ---- | ---- | ---- | ---- | ---- | ---- |
| 486  | 904  | 1208 | 1902 | 1633 | 1732 | 1756 | 2286 | 2577 | 2952 | 4221 | 5203 | 5079 | 3872 | 3339 | 3039 | 3059 | 2386 | 2388 | 2335 |

## Història
Va ser una zona d'assentament humà des de la prehistòria. Actualment intenta desenvolupar-se gràcies al turisme rural amb les seves nombroses cases-cova.
Cortes de Baza alberga una església del segle xvi d'estil renaixentista que encara conserva el seu art mudèjar, realitzat per artesans moriscs.